# Tar
tar (англ. tape archive — стрічковий архів) — формат бітового потоку або файлу архіву, а також назва традиційної для Unix програми для роботи з такими архівами. Програма tar була стандартизована в POSIX.1-1998, а також пізніше в POSIX.1-2001. Спочатку програма tar використовувалася для створення архівів на магнітній стрічці, зараз же tar використовується для зберігання кількох файлів усередині одного файлу, для розповсюдження програмного забезпечення, а також за прямим призначенням — для створення архіву файлової системи. Однією з переваг формату tar при створенні архівів є те, що в архів записується інформація про структуру каталогів, про власника й групу окремих файлів, а також мітки часу файлів.

Схема роботи з архівом .tar.gz з кількома файлами

Як й інші утиліти Unix, tar — спеціалізована програма, яка дотримується філософії Unix: «робити тільки одну річ» (працювати з архівами), «але робити це добре». Тому tar не створює стиснених архівів, а використовує для стиснення зовнішні утиліти, такі як gzip чи bzip2 або динамічні бібліотеки (версія tar з FreeBSD). Раніше для стиснення використовувалася також утиліта compress, яка практично вийшла з ужитку.

## Розширення імен файлів
Для файлів, що містять архіви tar, традиційно застосовуються такі розширення імен файлів:
- архів tar:
  - .tar
- архів tar, стиснений програмою gzip:
  - .tar.gz
  - .tgz (у разі обмежень файлової системи на довжину розширення)
  - .tar.gzip
  - .war (файл Web ARchive)
- архів tar, стиснений програмою bzip2
  - .tar.bz2
  - .tar.bzip2
  - .tbz2
  - .tb2
  - .tbz
- архів tar, стиснений програмою compress
  - .tar.Z
  - .taz
- архів tar, стиснений програмою lzma
  - .tar.lzma

## Приклади операцій
Створення архіву example.tar.gz з вмістом директорій dir1 та dir2, та його стиснення утилітою gzip:
```
tar -czf example.tar.gz dir1/ dir2/
```

Перегляд вмісту архіву
```
tar -tf example.tar.gz
```

Видобування всіх файлів з архіву
```
tar -xf example.tar.gz
```

## Переваги
26 серпня 2023 року, ТОВ «Neowin» з м. Плімуту, штат Мічиган (США), повідомило результати тестування збірок Windows 11 з підтримкою форматів архівів 7-Zip, WinRAR, GZ та інших. Особливу увагу було привернуто до нативного розпакувальника, який було вбудовано до Windows 11. Згідно повідомлення, щоб розархівувати RAR файл розміром 24 ГБ, вбудована в систему технологія витрачала втричі більше часу, ніж це здійснював WinRAR. Якщо розглядати архіви у форматі 7z, то тут результат був ще гірший: на розпакування файлу-архіву пішло майже дев'ять хвилин, а WinRAR і утиліта NanaZIP впоралися приблизно за одну хвилину. Єдиним форматом, при роботі з яким нативний розпакувальник Windows 11 практично не поступився WinRAR та NanaZIP, виявився — tar. Автори тестування (ТОВ «Neowin»), проводили тести на двох конфігураціях обладнання, а саме з Intel Core i3-1125G4, 16 ГБ ОЗП DDR4-3200 та 500 ГБ NVMe SSD та десктоп з Ryzen 5 2600, 32 ГБ ОЗП DDR4-3200 та Samsung 980. Вони вважають, що у релізній версії оновлення для Windows 11, яке вийде у вересні 2023 року, роботу з форматами RAR та 7z буде покращено.

## Зауваження
Через досить пізню стандартизацію існує кілька схожих, але не повністю сумісних форматів. Зокрема спостерігається відмінність між GNU tar і Solaris tar, якщо:
- довжина імені файлу, що міститься в архіві, — понад 100 символів
 або
- розмір файлу, що міститься в архіві, — понад 8 Гб.